# 阿尔阿尔
阿尔阿尔（阿拉伯语：‎）是沙特阿拉伯北部的一座城市，靠近与伊拉克的边境。为北部边疆省首府，是沙特阿拉伯85号公路上重要的补给和中转站。人口145,237（2004年普查）。